# شهرستان تفرش
شهرستان تَفرِش یکی از شهرستان‌های استان مرکزی در ایران است که مرکز آن شهر تفرش می‌باشد.

## جغرافیا
شهرستان تفرش در ۱۷۰ کیلومتری جنوب غرب تهران در مسیر راه تهران-قم سلفچگان و تهران-ساوه سلفچگان قراردارد.
تفرش قدیم از دو منطقه فم و طرخوران تشکیل شده و حول همین دو منطقه بسط و گسترش یافته ورمنطقه نیز شامل چند محله می‌باشد که برخی از آن‌ها هنوز بافت قدیمی خود را حفظ کرده‌اند. تفرش دارای آب وهوای گرم وخشکدر فصل گرما به همراه جاذبه‌های طبیعی و تاریخی است.

## پیشنه تاریخی شهرستان تفرش
محدوده فعلی تفرش جز متصرفات مادها، هخامنشیان و اشکانیان بوده از دوره ساسانیان قبور حوض گونه زرتشتیان و بعض قلاع به یادمانده‌است و بعد از آن در زمان طاهریان و صفاریان و سامانیان و آل بویه و غزنویان نیز با وجود عدم وجود آثار، جزو متصرفات آن به‌شمار می‌رفته در دوره سلجوقیان نام تفرش به صورت طبرس رواج پیدا کرده و برخی از بزرگان و علما خود را به آن منسوب و مقلب نموده‌اند به‌طور مثال کنیه طبرسی ویژه رجال شیعه بوده و مورد اصلی آن نیز کتب امامیه است و این انتساب با این که از عدد انگشتان دست تجاوز نمی‌کند، مشخص‌کننده نفوذ امامیه در تفرش و رواج آن از دیرباز است. در دوره خوارزمشاه تفرش دهستانی در محدوده اقلیم عراق (اراک) بوده‌است و در فاصله سال‌های ۷۴۰–۸۳۸ در حدود متصرفات آل جلایر محسوب می‌شده‌است.
از مغولان و تیموریان هیچ اثری در تفرش دیده نمی‌شود ولی تفرش در روزگار صفویه به ویژه پادشاهی شاه عباس بزرگ رو به آبادانی نهاده‌است ومردم تفرش با انجام خدمات برجسته در دستگاه‌های حکومت صفوی نفوذ نمود تفرش در ایام سلطنت افشاریان تا سال ۱۲۱۸ جزو متصرفات ایشان بوده‌است تختگاه زندیان شیراز و خاک تفرش در آن روزگار جزء متصرفات آنان بوده‌است.
و در این زمان مکتب خانه‌های متعددی در تفرش تأسیس شده که نوجوانان در آن به فراگرفتن مقدمات فارسی و تعلم قرا، می‌پرداخته‌اند در دوران قاجاریه است که مردانی از تفرش در کار سیاست مملکت وارد می‌شوند و در راه خدمت به ایران حتی از بذل جان خود نیز دریغ نمی‌ورزند باز در همین دوره است کهبه سبب توجه پادشاهان قاجار به منطقه روحانیان و علمای مذهب عده‌ای از سادات بنی فاطمه تفرش در دستگاه حکومت رشد کرده تا جایی که به مناصب بزرگ گمارده می‌شوند و یکی از ویژگی‌های دوره قاجاریه گسترش مکتب خانه‌ها و تکثیر و فراوانی میرزاها در تفرش آشتیان و فراهان است ولی روی هم رفته جامعه تفرش در دوره قاجاریه دهقانی ولی غیر متحجر بوده‌است.

### تفرش در کتب تاریخی
تفرش که امروزه از شهرستان‌های استان مرکزی به‌شمار می‌آیددر گذشته جز ء ناحیه کوهستانی پهناوری بوده‌است که ماد نام داشت و جغرافی نویسان اسلامی از آن به عنوان جبال نامبرده‌اند و در برخی دیگر از کتب فارسی یا عربی ازآن بهنام قهستان که معرب کلمه کوهستان می‌باشد یاد شده‌است قهستان ناحیه بزرگی شامل قم ساوه عراق عجم همدان ری و اصفهان به مرکزیت همدان بوده‌است که تفرش هم جزو آبادی‌ها ومحا ل همدان بوده که در سده چهارم هجری از همدان جدا و به قم پیوسته‌است مردمان اولیه تفرش گبر یعنی پیرو دین زرتشت پیامبر آسمانی ایران باستان بوده‌اند وجود بقایای آتشکده کبوران همچنین وجود قلعه‌های گبری و بقایای قلعه توس که در حمله اعراب ازبین رفته موید این مطلب است اعراب در سال ۲۴خورشیدی به فرماندهی ابوموسی اشعری به ایران حمله کردند و پس از تصرف اصفهان گروهی را به سرکردگی مالک بن عامر اشعری مأمور گشودن ساوه تفرش آشتیان و فراهان می‌نماید ابن فقیه همدانی در کتاب «اخبار البلدان» آورده‌است که :آبادی طبرس درسده اول هجری از تعلقات همدان بوده ومردم بومی آن پیرو زرتشت بوده‌اند و آتش آذرگشنسب تا سال ۲۷۴ خورشیدی روشن بوده‌است.
احمدبن ابی یعقوب در کتاب" البلدان" که یک سده جلوتر از تاریخ قم درسال ۲۷۰ هجری نوشته شده‌است از طبرس به عنوان یکی از رستاق‌های (روستا) قم یاد شده‌است حسن بن محمد بن حسن قمی درسال۳۶۷ هجری خورشیدی در کتاب تاریخ قم آورده‌است که:دیگر رستاق قم سی ودو دیه طبرس ازآن جمله طرخوران فیم و جاویزه است که مندرس گشته و ناپدید شده‌است در قرن ششم هجری در زمان سلجوقیان از ساخته شدن مسجد ششناو و همچنین حضور جمعی از طرفداران حسن صباح(فرقه اسماعیلیه)در غاری نزدیک کوهن (کوهین) در کتاب" راحت الصور" یاد شده‌است در کتاب جهان نامه که در سال ۵۸۷ خورشیدی در دوره خوارزمشاهیان توسط ابن بکران نوشته شده از طبرس به عنوان قهستان عراق عجم ذکر شده‌است درسال ۶۳۶ هجری خورشیدی عطاملک جوینی درکتاب جهان‌گشای جوینی دربارهٔ تفرش می‌نویسد: طبرس در دوره مغولان خوره ای (دهکده) از خور عراق می‌باشد حمدالله مستوفی درکتاب نزهت القلوب درسال ۷۱۸ خورشیدی دربارهٔ تفرش می‌نویسد: تفرش ولایتیست که از هر طرف بدو روند به گریوه فرو باید رفت سیزده پارچه دیه است فم وطرخوران از معظمات آن است هوایش معتدل و آبش از چشمه و کاریزهایی است که از آن کوه‌ها برمی‌خیزد محصول غله و میوه فراوان دارد مردم آنجا شیعی اثنی عشری اند وحقوق دیوانیش ۶۰۰۰ درهم است درکتاب" هفت اقلیم "امین احمدرازی درسال ۹۷۲ هجری خورشیدی آورده‌است: دریکی از کوه‌های تفرش مغاره‌ای (غار) است که کسی به نهایت آن نرسیده‌است و درمیان مردم چنین شهرت دارد که وقتی گاوی به درون آن رفته از همدان بیرون آمده‌است به همین جهت این مغاره گاوخل نامیده می‌شود در کتاب "مرات البلدان ناصری" تألیف ۱۲۵۶خورشیدی در باب سادات تفرش آمده‌است که آنان مهاجرانی از قوم خورزن مکه بوده اندکه درجوار مسیله‌ای (رودخانه) در جنوب فم سکنی گزیدند و به همین جهت آن روستا را خرزنویه نام نهادند که اکنون اثری از آن نیست (پارک حکیم نظامی فعلی) نام و نشان تفرش دربسیاری دیگر از کتب تاریخی کم و بیش ذکر شده‌است اما کاملترین کتاب موجود در زمینه معرفی تفرش کتاب "سیری کوتاه درتاریخ تفرش وآشتیان "نوشته مرتضی سیفی فمی تفرشی می‌باشد که سی سال قبل منتشر شده‌است و اطلاعات بسیار جامع و ارزنده‌ای در اختیار خواننده قرار می‌دهد

## تقسیمات کشوری

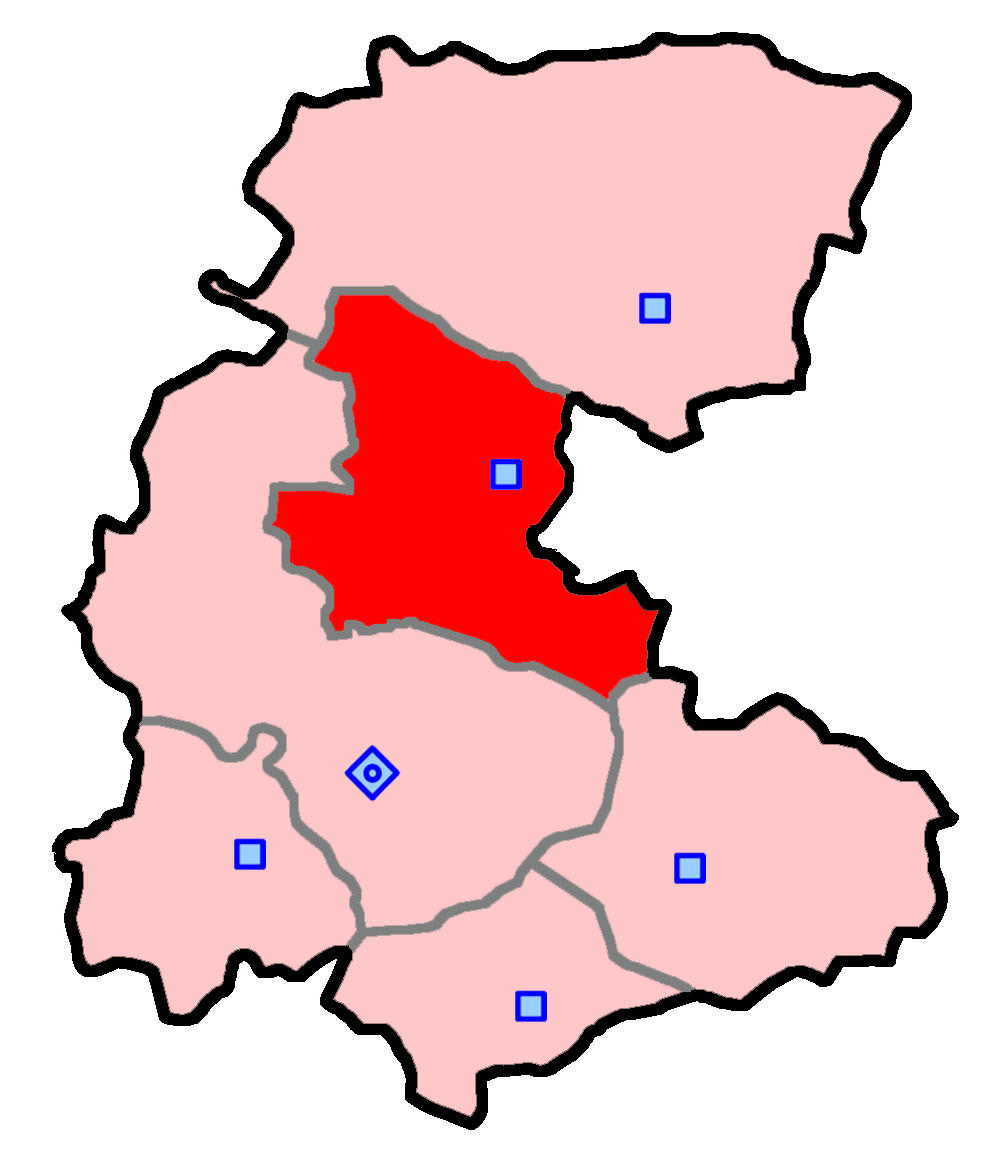
حوزه انتخابیه تفرش و آشتیان.

در سال ۱۳۱۶ خورشیدی کشور ایران از نظر جغرافیایی به ده استان تقسیم شد و سلطان آبان با شمول قصبه‌های تفرش ،فراهان، آشتیان و غیره به شهرستان تبدیل و به نام اراک نامیده شد و تفرش تبدیل به بخش گردید تا بالاخره در سال ۱۳۴۲ تفرش با شمول بخش‌های فراهان، آشتیان، خلجستان، و نیز دهستان رودبار به شهرستان تبدیل شد و با مشارکت مردم، خیابان‌های وسیع در مرکز شهر ایجاد گردید.
دربارهٔ وجه تسمیه نام تفرش مردم را بر این باور است که تفرش در اصل گبرش بوده‌است و این توجیه شاید بدین سبب است که در سده‌های قبل و حتی صدر اسلام گبرها و زرتشتیان در این جلگه و نقاط مجاور آن از جمله فراهان و آشتیان سکونت داشته‌اند در متون جغرافیایی اسلام گاهی نام تفرش طبرس یا طبرش آمده‌است.
این شهرستان در شمال و شمال غربی به شهرستانهای فراهان و آشتیان و جنوب غربی ساوه واقع شده و مرکز آن شهر تفرش است. از شمال به ساوه، از جنوب و مغرب به اراک، از شرق به قم محدود و مساحت آن حدود ۲۷۹۲ کیلومتر مربع است. در سال ۱۳۱۶ کشور ایران از نظر جغرافیایی به ده استان تقسیم شد و سلطان آباد با شمول قصبه‌های تفرش، فراهان، آشتیان و غیره به شهرستان تبدیل و به نام اراک نامیده شد.
این شهرستان دارای یک بخش با نام بخش مرکزی و چهاردهستان است:

### بخش مرکزی
- بخش مرکزی:
  - دهستان رودبار
  - دهستان بازرجان
  - دهستان خرازان
  - دهستان کوه پناه

نقطه شهری: تفرش

## رودخانه‌ها
رودهای مهم این شهرستان عبارت اند از: آبْکَمَر که از ارتفاعات جنوبی تفرش سرچشمه می‌گیرد و در حدود ۲۳ کیلومتری شمال غربی شهر تفرش به رود قَره چای می‌پیوندد؛ فرمهین که از دهستان رودبار سرچشمه می‌گیرد و پس از آبیاری بخش‌هایی از اراضی شهرستان، به دریاچه نمک می‌ریزد؛ قَره چای که بخش‌هایی از اراضی شمالی شهرستان را آبیاری می‌کند و سپس به دریاچة نمکِ قم می‌ریزد (جعفری، ج ۲، ص ۸۷، ۳۲۹–۳۳۱؛ فرهنگ جغرافیائی آبادیها، ج ۴۸، ص ۴۱).

## معرفی دهستان‌های تابع شهرستان تفرش
الف: بخش مرکزی (تفرش)

### دهستان بارزجان
این دهستان در شمال و در مجاورت شهر تفرش قرار گرفته و بیشتر روستاهای این دهستان در مناطقی کوهستانی واقع گردیده‌است به دلیل کمی زمین در روستاها گذران زندگی اهالی از طریق باغداری و دامداری است محصولات کشاورزی علاوه بر مقادیر کمی غلات و حبوبات میوه‌های درختی است که گردو و بادام در راس آن‌ها قرار دارد واهالی مازاد تولید خود را به شهرستان‌هایی نظیر قم صادر می‌کنند و آب و هوای روستاها به دلیل کوهستانی بودن سرد و زمستانی‌های طولانی بر منطقه حکمفرماست.
گر چه تردد در تعدادی از راه‌های در فصول بارندگی بسختی صورت می‌گیرد ولی وجود راه‌های شوسه در حوزه دهستان ارتباط روستاها را مسیر نمود نداشتن زمین کافی و آب و هوای سردسیر موجب گردیده تا اهالی با زحمت و تلاش زیاد به مشکلات فائق آمده و مایحتاج کشاورزی خود را تأمین کنند.

### دهستان خرازان
یکی از دهستان‌های استثنائی است که به دلیل داشتن موقعیت جغرافیایی خاص و محدود بودن در میان رشته ارتفاعات صعب العبور امکان دسترسی اهالی روستاهای محصور در این منطقه طبیعی تنها از سه راه به دنیای خارج وجود دارد که عبور از هر سه راه به سختی امکان‌پذیر می‌باشد نام خرازان از گردنه‌ای به همین نام گرفته شده‌است.

### دهستان رودبار
کلیه روستاهای دهستان رودبار در منطقه‌ای کاملاً کوهستانی قرار گرفته و از گذشته دور این محدوده بنام دهستان رودبار معروف بوده‌است ارتفاعات رفیع و صعب العبور کلیه مناطق این دهستان را دربرگرفته که به همین دلیل روستاها دارای زمین کشاورزی کافی نبوده و روستائیان سرد و طولانی حاکم بر روستاهاست فعالیت‌های چشمگیر اهالی موجب گردیده‌است که اهالی خود تولیدات مورد نیاز کشاورزی خود را تهیه کنند ¸فراورده‌های خشکبار را به شهرهای همجوار صادر نمایند راه‌های ارتباطی شوسه است که در تعدادی از آن‌ها رفت‌وآمد در زمستان به سختی صورت می‌پذیرد.

### دهستان کوپناه
این دهستان شامل روستاهای شاهواروق کنگران سربند کشه سفید اب و چال به مرکزیت روستای شهراب می‌باشد.

## جمعیت
بنابر سرشماری مرکز آمار ایران، جمعیت شهرستان تفرش در سال ۱۳۸۵ برابر با ۴۸٬۵۹۲ نفر بوده‌است که از این میان ۲۳٬۹۴۰ نفر مرد و بقیه زن بوده‌اند.

## زبان
زبان مردم شهرستان تفرش فارسی است. اهالی روستاهای فریسمانه، کهلو علیا، کهلو سفلی، وسمق (تفرش)، دستجان،قزلجه و فشک ترک‌زبان هستند اما به زبان فارسی نیز آشنایی دارند. مردم برخی از روستاهای شهرستان مانند کهک تات هستند و به قدیمی‌ترین زبان منطقه یعنی تاتی صحبت می‌کنند. پیران روستای سفیداب به زبان خلجی تکلم می‌کنند. کلیه روستاهای دیگر این شهرستان فارسی‌زبان هستند.

## جاذبه‌های گردشگری، تاریخی و مذهبی و رهاورد
مراکز اقامتی
- خانه معلم تفرش

## پوشش گیاهی
در بیابان‌های مستعد و استثنایی این منطقه نیز گیاهان متنوع وحشی و دارویی بسیار رشد می‌کند. همچنین گیاهانی نظیر زیتون و زعفران که در دوآب وهوای متفاوت رشد می‌کنند، هر دو در تفرش کشت می‌شوند.
یکی دیگر از نام‌هایی که تفرش به آن معروف است «شهر گردو و بادام» است. علت خوب بودن این دو محصول در این منطقه، وجود درصد کمی آهک در خاک منطقه‌است. بزرگ‌ترین درخت گردو با محیط ۶ متر و قطر ۱٫۹ متر در روستای دلارام (تراران) قرار دارد و سالانه پانزده هزار عدد گردو می‌دهد.
باتوجه به محصور بودن شهرستان تفرش درمیان کوه‌های فلات مرکزی ایران کوه‌های تفرش نیز از ابتدای فصل بهار شاهد رویش انواع گونه‌های گیاهی که برخی از آن‌ها خوردنی و برخی دیگر دارای خواص طبی می‌باشند درفصل بهار در کوه‌های تفرش انواع گیاهان مانند:آویشن-ریواس –بالامبو (باریجه) کنگر –موسیر- گون کتیرا و ده‌ها گونه ارزشمند دیگر می‌روید که در این فصل برخی از اهالی تفرش به کوه‌ها رفته و ضمن کوهنوردی و تفریح به چیدن این گیاهان نیز می‌پردازند در بهار دوگونه ریواس و بالامبو بیشتر مورد توجه می‌باشند که برای برخی نیز جنبه اقتصادی وفروش آن دربازار را نیز داردگه البته گیاه بالامبو حفاظت شده‌است و چیدن آن محدودیت  دارد.
همچنین گل ختمی، شیرین بیان، گل بابونه، خاکشیر، کاسنی، شاتره رویش فراوان دارد. 

## معادن
این شهرستان، معادن گچ، سنگ ساختمانی، خاک نسوز، سنگ تراورتن و سنگ آهک دارد. صنایع آن عبارت اند از: کارگاه‌های یخ سازی، ریخته‌گری، پِرِس کاری، مبل سازی، گونی بافی، موزاییک‌سازی و آسفالت‌سازی (همان، ج ۴۸، ص ۴۱–۴۲).

## حیات وحش
گرگ، روباه، جوجه تیغی، خرگوش، بز کوهی، کبک، قرقاول و قرقی از حیوانات وحشی است که در این منطقه دیده می‌شود. در گذشته‌های دور دارای آهو و پلنگ هم بوده که نسل آن به دلیل شکار منقرض شده‌است.